# Сервантес (награда)
Наградата „Мигел де Сервантес“ (на испански: Premio Miguel de Cervantes) е ежегодна литературна награда, която се връчва на испаноезичен писател за неговото цялостно творчество. Това е най-авторитетното отличие за испаноезична литература.
Кандидатите се предлагат от 22 академии на испанския език по света, лауреатът се обявява в края на съответната година, а наградата му се връчва от испанския крал на 23 април следващата година в Алкала де Енарес (датата на смъртта и родното място на писателя Мигел де Сервантес). Паричното изражение на наградата от 125 000 евро.
Наградата „Сервантес“ са получили четири жени: Дулсе Мария Лойнас, Мария Самбрано, Ана Мария Матуте и Ида Витале.

## Списък на наградените
- 1976 Хорхе Гилен ( Испания)
- 1977 Алехо Карпентиер ( Куба)
- 1978 Дамасо Алонсо ( Испания)
- 1979 Хорхе Луис Борхес ( Аржентина) и Херардо Диего ( Испания)
- 1980 Хуан Карлос Онети ( Уругвай)
- 1981 Октавио Пас ( Мексико)
- 1982 Луис Росалес ( Испания)
- 1983 Рафаел Алберти ( Испания)
- 1984 Ернесто Сабато ( Аржентина)
- 1985 Гонсало Торенте Балестер ( Испания)
- 1986 Антонио Буеро Вайехо ( Испания)
- 1987 Карлос Фуентес ( Мексико, роден в  Панама)
- 1988 Мария Самбрано ( Испания)
- 1989 Аугусто Роа Бастос ( Парагвай)
- 1990 Адолфо Бьой Касарес ( Аржентина)
- 1991 Франсиско Аяла ( Испания)
- 1992 Дулсе Мария Лойнас ( Куба)
- 1993 Мигел Делибес ( Испания)
- 1994 Марио Варгас Льоса ( Перу)
- 1995 Камило Хосе Села ( Испания)
- 1996 Хосе Гарсия Нието ( Испания)
- 1997 Гилермо Кабрера Инфанте ( Куба)
- 1998 Хосе Йеро ( Испания)
- 1999 Хорхе Едуардс ( Чили)
- 2000 Франсиско Умбрал ( Испания)
- 2001 Алваро Мутис ( Колумбия)
- 2002 Хосе Хименес Лосано ( Испания)
- 2003 Гонсало Рохас ( Чили)
- 2004 Рафаел Санчес Ферлосио ( Испания)
- 2005 Серхио Питол ( Мексико)
- 2006 Антонио Гамонеда ( Испания)[2]
- 2007 Хуан Хелман ( Аржентина)
- 2008 Хуан Марсе ( Испания)[3]
- 2009 Хосе Емилио Пачеко ( Мексико)
- 2010 Ана Мария Матуте ( Испания)
- 2011 Никанор Пара ( Чили)[4]
- 2012 Хосе Мануел Кабайеро Боналд ( Испания)[5]
- 2013 Елена Понятовска ( Мексико)
- 2014 Хуан Гойтисоло ( Испания)[6]
- 2015 Фернандо дел Пасо ( Мексико)
- 2016 Едуардо Мендоса ( Испания)[7]
- 2017 Серхио Рамирес ( Никарагуа)[8]
- 2018 Ида Витале ( Уругвай)[9]
- 2019 Жоан Маргарит ( Испания)
- 2020 Франциско Бринес ( Испания)[10]
- 2021 Кристина Пери Роси ( Уругвай)
- 2022 Рафаел Каденас ( Венецуела)
- 2023 Луис Матео Диез ( Испания)